# Gieorgij Rubajew
Gieorgij Rusłanowicz Rubajew (ros. Георгий Русланович Рубаев; ur. 21 stycznia 1991) – rosyjski, a od 2018 roku mołdawski zapaśnik startujący w stylu wolnym. Z pochodzenia jest Osetyjczykiem.
Zajął piąte miejsce na mistrzostwach świata w 2019. Piąty na mistrzostwach Europy w 2022 i 2023. Drugi w indywidualnym Pucharze Świata w 2020. Mistrz Europy juniorów w 2009 i wicemistrz świata juniorów w 2011. Trzeci na mistrzostwach Rosji w 2011 i 2012 roku.